# Битва за пределами звёзд
«Битва за пределами звёзд» — художественный фильм режиссёра Джимми Мураками, снятый по аналогии «Семи самураев», когда разные герои защищают свою обитель от банды агрессоров. Фильм сочетает элементы космической оперы и комедии.

## Сюжет
Космический авантюрист Сэйдор из Малмори на космическом корабле приближается к планете Акир, уничтожает метеорологический спутник и пытается поработить местных жителей. В случае неповиновения он обещает уничтожить планету с помощью самого мощного оружия во всей вселенной — «Звёздного аннигилятора» (Stellar Converter). На раздумье жителям планеты даётся неделя. Местные жители ценят свою свободу и совет планеты во главе со старейшиной Зэдом отправляет корабль Нэл, чтобы обратиться за помощью к доктору Хефестусу (Hephaestus: Гефесту). Эмиссаром от народа Акиры назначается смелый парень Шэд. Прибыв на космическую станцию, Шэд знакомится с прекрасной дочерью Доктора Хефестуса, которая ремонтирует андроидов. Однако Доктор убежден, что Акира обречена, а Шэд должен продолжить род с его дочерью. Эмиссар Акиры не может предать свой народ и возвращается. Во время полета он наблюдает атаку истребителей Сэйдора на запрашивающий помощь корабль "Космический Ковбой" и решает помочь ему, впервые участвуя в космическом бою. Шэд узнает, что "Космический Ковбой" занимается перевозкой оружия на планету, с которой враждует Сэйдор. Однако после гибели той планеты оружие оказывается невостребованным. Дочь Хефестуса летит вслед за Шэдом, но попадает в плен к очередным врагам Сэйдора. Корабль Шэда попадает в магнитное поле корабля, которым управляют пять белых клонов, называющих себя именем Нестор. Далее к команде Шэда присоединяется команда зеленого гуманоида Каймана, завербованного дочерью Хефестуса, получающая удовольствие от сражений валькирия Сент-Эксмин и одинокий волк Гелт. Вместе они организуют коалицию против Сэйдора.

## В ролях
- Ричард Томас — Шэд
- Роберт Вон — Гелт
- Джон Сэксон — Садор
- Джордж Пеппард — Ковбой
- Дарлэнн Флюгел — Нанелия, дочь доктора Гефеста
- Сибил Дэннинг — валькирия Сент-Эксмин
- Сэм Джаффе — доктор Гефест
- Джеф Кори — Зэт
- Морган Вудворд — Кайман из Лямбда-зоны
- Марта Кристен — Люкс